# 加長型球狀屋頂
加長型球狀屋頂是一種由16個三角形和2個正方形組成的十八面體，為詹森多面體的其中一個，索引為J88。它無法由柏拉圖立體（正多面體）和阿基米得立體（半正多面體）經過切割、增補而得來，是詹森多面體中的基本立體之一。詹森多面體是凸多面體，面皆由正多邊形組成但不屬於均勻多面體，共有92種。這些立體最早在1966年由諾曼·詹森（Norman Johnson）命名並給予描述。

## 性質
加長型球狀屋頂共由18個面、28條邊和12個頂點所組成。在其18個面中，有16個正三角形和2個正方形。在其12個頂點中，有2個頂點是4個正三角形的公共頂點，在頂點圖中可以用[34]來表示、還有4個頂點是5個正三角形的公共頂點，在頂點圖中可以用[35]來表示、還有4個頂點是4個正三角形和1個正方形的公共頂點，在頂點圖中可以用[34,4]來表示、剩下的2個頂點是2個正三角形和2個正方形的公共頂點，在頂點圖中可以用[32,42]來表示。

### 體積與表面積
若一個加長型球狀屋頂邊長為{\displaystyle a}，則其表面積{\displaystyle A}為：
{\displaystyle A=\left(2+4{\sqrt {3}}\right)a^{2}\approx 8.92820a^{2},}
而其體積{\displaystyle V}為：
{\displaystyle V=\xi a^{3}\approx 1.94811a^{3},}
其中的常數{\displaystyle \xi }由 A334114給出，其為下列多項式的其中一個實根，約為1.948108228859：
{\displaystyle {\begin{aligned}&1680x^{16}-4800x^{15}-3712x^{14}+17216x^{13}+1568x^{12}-24576x^{11}+2464x^{10}+17248x^{9}\\&\quad {}-3384x^{8}-5584x^{7}+2000x^{6}+240x^{5}-776x^{4}+304x^{3}+200x^{2}-56x-23.\end{aligned}}}

### 頂點座標
邊長為2的加長型球狀屋頂的頂點座標為：
{\displaystyle \left(\pm 1,\,0,\,2B\right)}
{\displaystyle \left(\pm 1,\,\pm 2k,\,0\right)}
{\displaystyle \left(\pm {\frac {C+B}{B}},\,0,\,{\frac {D}{B}}\right)}
{\displaystyle \left(0,\,\pm 1,\,-{\sqrt {2+4k-4k^{2}}}\right)}
{\displaystyle \left(\pm \left(1+{\frac {CD}{B^{3}}}\right),\,0,\,{\frac {2k^{4}-1}{B^{3}}}\right)}
其中，{\displaystyle B}、{\displaystyle C}和{\displaystyle D}為：
{\displaystyle B={\sqrt {1-k^{2}}}}
{\displaystyle C={\sqrt {3-4k^{2}}}}
{\displaystyle D=1-2k^{2}}
其中，{\displaystyle k} ≈ 0.59463是下列多項式的做小實根：
{\displaystyle {\begin{aligned}&1680x^{16}-4800x^{15}-3712x^{14}+17216x^{13}+1568x^{12}-24576x^{11}+2464x^{10}+17248x^{9}\\&\quad {}-3384x^{8}-5584x^{7}+2000x^{6}+240x^{5}-776x^{4}+304x^{3}+200x^{2}-56x-23.\end{aligned}}}
這些座標也可以由下列頂點的軌道的並集在沿xz平面和yz平面鏡射所產生的空間對稱群之群作用下給出：
{\displaystyle {\begin{aligned}&\left(0,1,2{\sqrt {1-k^{2}}}\right),\,(2k,1,0),\,\left(0,{\frac {\sqrt {3-4k^{2}}}{\sqrt {1-k^{2}}}}+1,{\frac {1-2k^{2}}{\sqrt {1-k^{2}}}}\right),\\&\left(1,0,-{\sqrt {2+4k-4k^{2}}}\right),\,\left(0,{\frac {{\sqrt {3-4k^{2}}}\left(2k^{2}-1\right)}{\left(k^{2}-1\right){\sqrt {1-k^{2}}}}}+1,{\frac {2k^{4}-1}{\left(1-k^{2}\right)^{\frac {3}{2}}}}\right)\end{aligned}}}

## 相關多面體

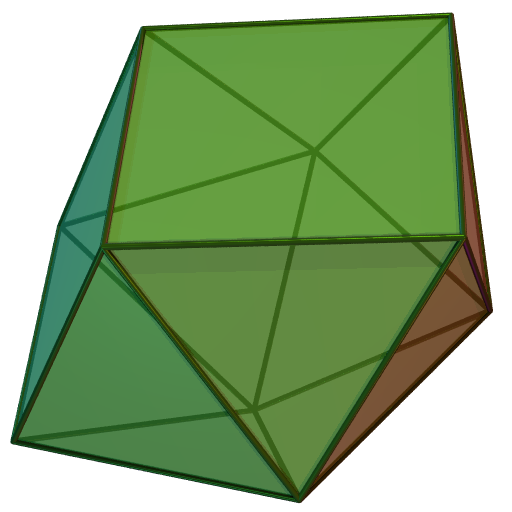
球狀屋頂 （原始的球狀屋頂立體）
球狀屋頂欠側錐 （移除一個五角錐的球狀屋頂）
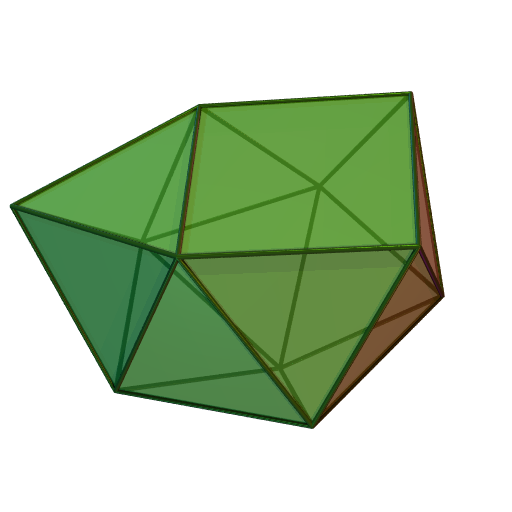
側錐球狀屋頂 （在正方形面疊上正四角錐的球狀屋頂）
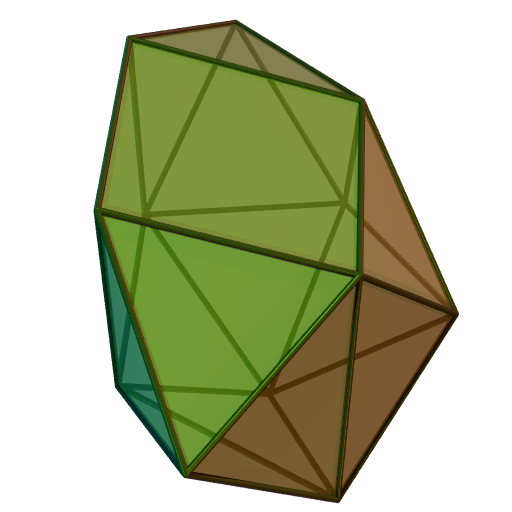
加長型球狀屋頂 （正方形附近的4個位置上各加上1個正三角形的球狀屋頂）
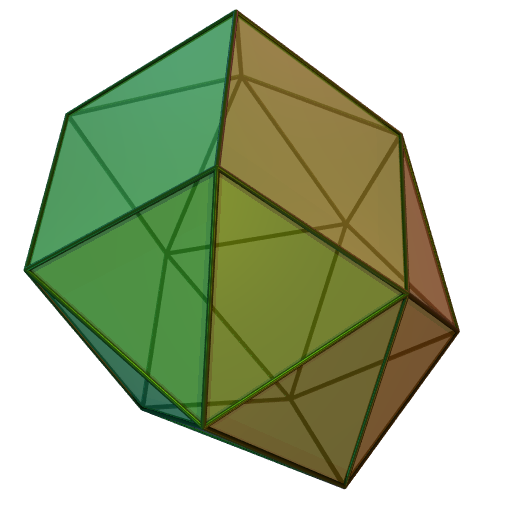
廣底加長型球狀屋頂 （「屋頂」部分由3個正方形組成的球狀屋頂）
廣底加長型球狀屋頂欠側錐 （移除一個五角錐的廣底加長型球狀屋頂）
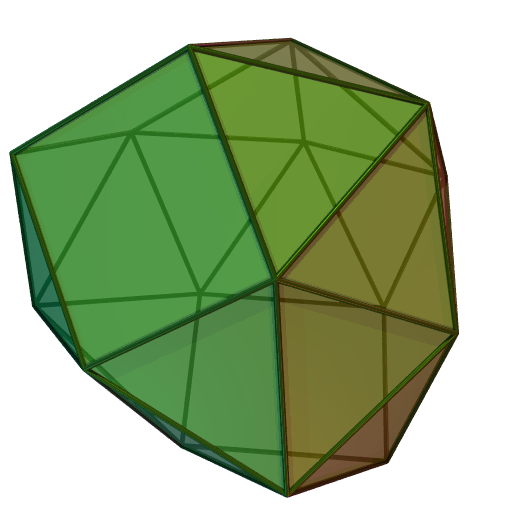
五角錐球狀屋頂 （合併兩個移除了兩個正三角形的球狀屋頂）

## 外部連結
- 埃里克·韦斯坦因. . MathWorld.
  - 埃里克·韦斯坦因. . MathWorld.